# مقاطعة سفيتافي
مقاطعة سفيتافي (بالتشيكية: Okres Svitavy)‏ هي مقاطعة (أوكريس) في إقليم باردوبيتسه في جمهورية التشيك.
عاصمة هذه المقاطعة هي مدينة سفيتافي.

## اقرأ أيضاً
- مقاطعات جمهورية التشيك